# Niepewność względna
Niepewność względna – wyrażony procentowo lub liczbowo niemianowany iloraz niepewności pomiaru i średniej arytmetycznej wielkości mierzonej.